# Майкл Демпсі
Майкл Стівен Демпсі (англ. Michael Stephen Dempsey; нар. 29 листопада 1958) — англійський музикант, найбільш відомий як басист гуртів The Cure та The Associates.